# Sis (Ararat)
Pour les articles homonymes, voir SIS.
Sis (en arménien Սիս ; jusqu'en 1991 Sarvanlar) est une communauté rurale du marz d'Ararat en Arménie. En 2008, elle compte 1 705 habitants.